# Nicolae Sireteanu
Nicolae Sireteanu (23 noiembrie 1905, Cernăuți - ? noiembrie 1963, București) a fost un actor român.
Studii al Conservatorul de Artă Dramatică București.
Activitate la Teatrul Giulești din București.

## Distincții
- titlul de Artist emerit al Republicii Populare Romîne (3 noiembrie 1956) „pentru merite deosebite în activitatea artistică”[1]
- Ordinul Muncii clasa a II-a (7 septembrie 1957) „pentru merite deosebite în activitatea artistică, cu prilejul împlinirii a 10 ani de la înființarea Teatrului Muncitoresc C.F.R.”[2]

## Filmografie
- Columna (1968)
- Pisica de mare (1963)
- A fost prietenul meu (1962)
- Pasărea furtunii (1957)
- Răsare soarele (1954)
- Brigada lui Ionuț (1954)
- Răsună valea (1949)

## Roluri în teatru
- Cyrano de Bergerac